# 仲雄王
仲雄王（なかおおう、生没年不詳）は、平安時代初期の皇族。官位は正五位下・大舎人頭。

## 経歴
文章生を経て、平城朝の大同3年（808年）従五位下に叙爵する。時期は明らかでないが、有職故実の慣例に不慣れであったことが理由で、謹慎に処されたことがあったらしい。
嵯峨朝では内膳正や大舎人頭などを務め、弘仁9年（818年）嵯峨天皇の勅命を受けた藤原冬嗣に命ぜられて、菅原清公らとともに漢詩集『文華秀麗集』を編纂。仲雄王は序文を執筆したほか自作の漢詩13首も採録されており、これは同集に採録されている作者の中で3番目の多さとなっている。弘仁10年（819年）従五位上に叙せられると、弘仁14年（823年）淳和天皇の即位に伴う叙位にて正五位下に至った。
嵯峨朝における代表的な漢詩人の一人で、勅撰漢詩集である『凌雲集』（2首）、『経国集』（1首）にも漢詩作品が入集している。漢詩作品から藤原冬嗣・良岑安世・最澄・空海らと親交があったことが知られる。

## 官歴
注記のないものは『日本後紀』による。
- 時期不詳：文章生
- 時期不詳：正六位上
- 大同3年（808年） 正月25日：従五位下
- 弘仁年（814年） 日付不詳：内膳正[3]
- 弘仁9年（818年） 日付不詳：見大舎人頭兼信濃守[4]
- 弘仁10年（819年） 正月7日：従五位上
- 弘仁14年（823年） 4月27日：正五位下